# نیوس ارناندس
نیوس ارناندس (اسپانیایی: Nieves Hernández‎; ۳۰ اکتبر ۱۹۰۱ – ۱۱ اکتبر ۱۹۸۶) بازیکن فوتبال اهل مکزیک بود.
وی همچنین در تیم ملی فوتبال المپیک مکزیک بازی کرده‌است.